# Alexandre-François Caminade

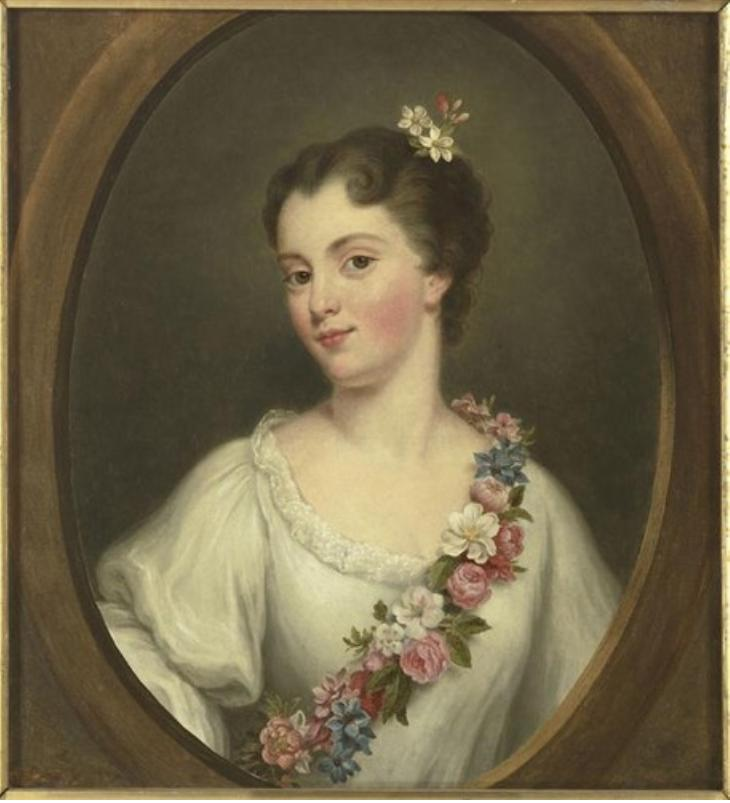
Louise-Anne de Bourbon-Condé

Alexandre-François Caminade (Parigi, 1783 – Parigi, 1862) è stato un pittore francese.

## Biografia
Allievo di Jacques Louis David, fu ritrattista, paesaggista e pittore di soggetti religiosi.

## Opere
- Louise-Anne de Bourbon-Condé, Castello di Versailles
- Louise-Anne de Bourbon-Condé, replica, Municipio di Nozières
- Annunciazione, chiesa di Sainte-Geneviève, Parigi
- Fuga in Egitto, Sposalizio della Vergine, Adorazione dei Magi, chiesa di St. Etienne du Mont
- Il levita di Ephraim, Ingresso dei Francesi ad Anversa, Castello di Versailles
- Santa Teresa riceve l'ultimo sacramento, Notre Dame de Lorette
- Veduta delle cascate di Tivoli, collezione privata
- Paesaggio con le cascate di Tivoli, collezione privata
- Bambina che legge, collezione privata